# Тунген
Тунген (рос. Тунгэн) — улус Курумканського району, Бурятії Росії. Входить до складу Сільського поселення Аргада.
Населення — 41 особа (2015 рік).